# Pfleghard und Haefeli

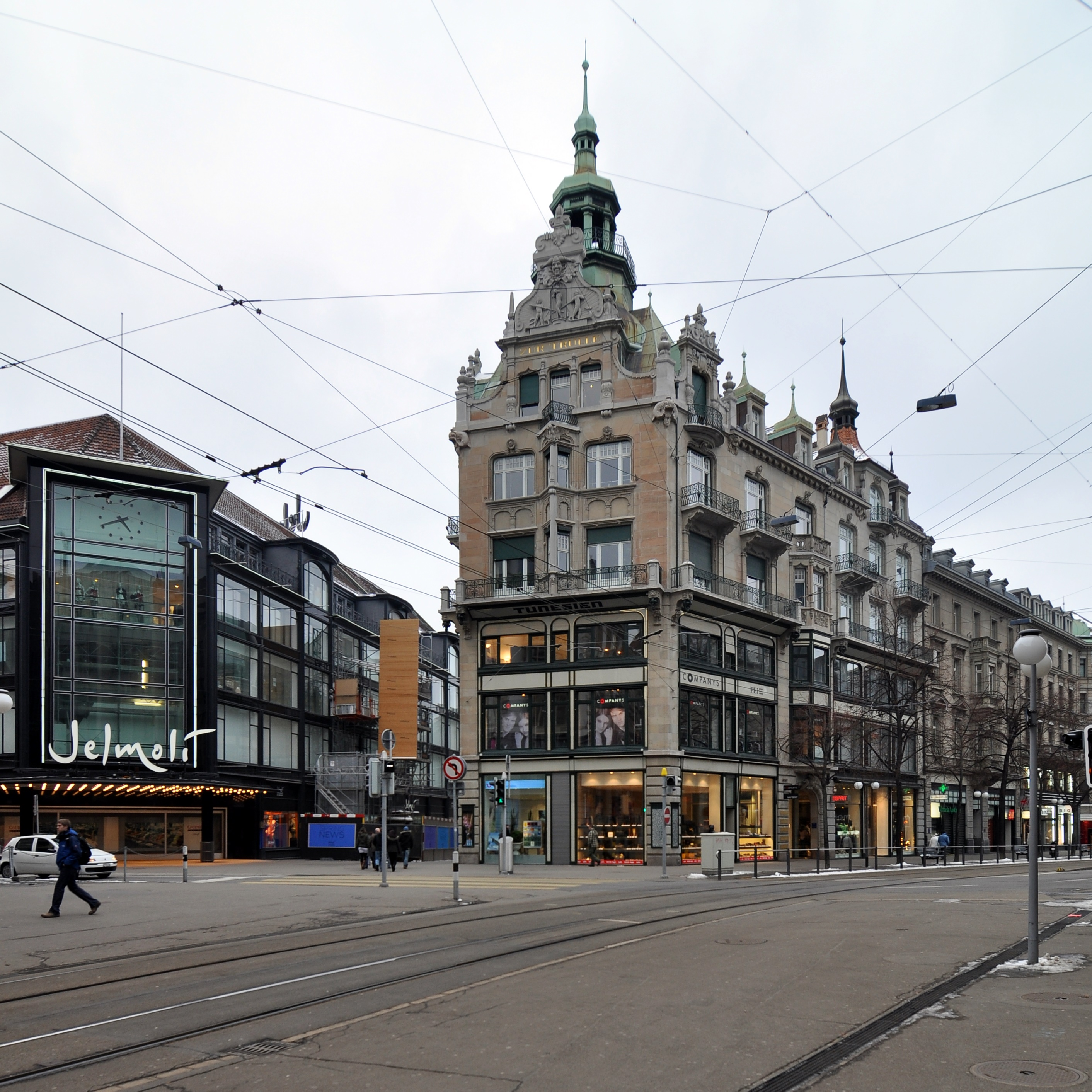
Das Geschäftshaus Zur Trülle von 1897 an der Zürcher Bahnhofstrasse. Purifiziert und mehrfach umgebaut

Pfleghard und Haefeli war ein Zürcher Architekturbüro, das im ersten Viertel des 20. Jahrhunderts – auch durch Wettbewerbserfolge – das Baugeschehen in Zürich und der Deutschschweiz mitprägte. Neben zahlreichen Geschäftshäusern und Villen sind Pfleghard und Haefeli vor allem auch im Krankenhausbau und im evangelisch-reformierten Kirchenbau in Erscheinung getreten.

## Die Partner

### Otto Pfleghard
Otto Pfleghard (* 12. Dezember 1869 in St. Gallen; † 30. Oktober 1958 in Zürich) war Sohn eines St. Galler Konditors. Er studierte nach dem Besuch der Kantonsschule St. Gallen gemeinsam mit dem gleichaltrigen Max Haefeli Architektur an der ETH Zürich, wo er 1892 bei Friedrich Bluntschli die Diplom-Prüfung ablegte. Nach einer Anstellung bei Heinrich Ernst und 1893–1895 zusammen mit Haefeli im Architekturbüro von Alfred Schellenberg in Wiesbaden arbeitete er nach seiner Rückkehr 1895 beim gerade neugewählten Stadtbaumeister Gustav Gull. Hier lernte er – wie schon bei dem bautechnisch und ökonomisch sehr ambitionierten Ernst, wo er am Haus Metropol mitarbeitete – die Behandlung grosser und komplexer Projekte kennen; Gull baute damals gerade das Schweizerische Landesmuseum. 1897 übernahm Pfleghard das Büro von Ernst, der sich finanziell übernommen hatte, und ein Jahr darauf gründete er mit Haefeli das gemeinsame Büro, das bis 1925 bestand. Er übernahm rasch die technisch-administrative Seite der Aufgaben.
Nach der Auflösung des gemeinsamen Büros führte Pfleghard ein Büro mit seinem Sohn Otto Pfleghard jun. weiter; mehrere Warenhäuser, Geschäftshäuser und viele Industriebauten fallen in diese Periode.
Otto Pfleghard engagierte sich früh in seiner Standesvertretung Schweizerischer Ingenieur- und Architektenverein (SIA). 1906 wurde er in den Vorstand von dessen Zürcher Sektion (ZIA) gewählt, deren Präsident er ab 1909 war. Als Vorsitzender und Mitglied in zahlreichen Kommissionen, vor allem zum Normenwesen, aber auch zum Vertragswesen, zur Honorarordnung der Architekten und zu verschiedenen baugesetzlichen Fragen war er entscheidend an der Festigung seines Berufsstands beteiligt. 1920 wurde er deswegen zum Ehrenmitglied des SIA ernannt. Er war engagierter Alumnus seiner Hochschule und setzte sich für die Berufung und den Zuschnitt von Lehrstühlen ein – so ging die Einrichtung der noch recht neuen Aufgabe einer städtebaulichen Professur mit auf seine Initiative zurück. Mit Arthur Rohn sorgte er für die Errichtung des ersten Studentenheims der ETH, das 1930 eröffnet wurde. Als Politiker der Freisinnigen war er längere Zeit sowohl im Zürcher Gemeinderat als auch im Kantonsrat Zürichs vertreten. Für kurze Zeit war er Nationalrat.

### Max Haefeli

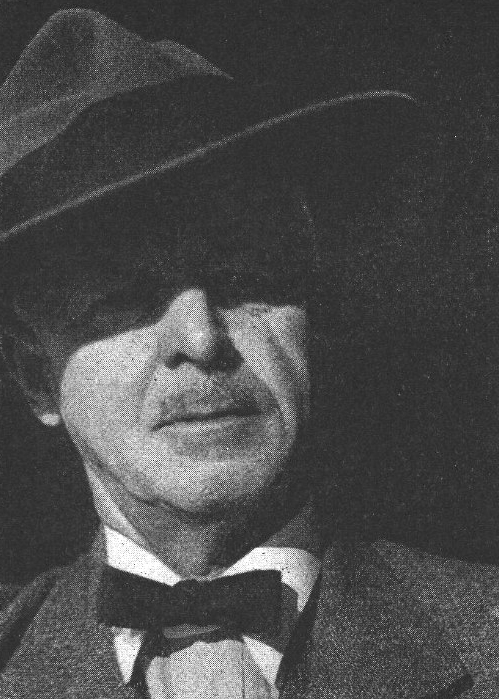
Max Haefeli

Max Haefeli (* 4. Dezember 1869 Giseli bei Luzern; † 27. März 1941 in Barbengo) war Sohn eines Luzerner Hoteliers. Er studierte wie sein Partner an der ETH, wo er 1893 ebenfalls bei Bluntschli diplomierte, bei dem er anschliessend auch arbeitete, bis er mit Pfleghard gemeinsam nach Wiesbaden ging, um bei Schellenberg zu arbeiten. Anders als Pfleghard kehrte er aber 1895 noch nicht in die Schweiz zurück, sondern arbeitete 1896 bei Gustav Erdmann und Ernst Spindler (Erdmann und Spindler) in Berlin und 1897 bei Rudolf Schilling und Julius Graebner (Schilling und Graebner) in Dresden. Als er mit Pfleghard das gemeinsame Büro gründete, übernahm er die Leitung des technischen Büros und war wohl massgebend für die Entwürfe verantwortlich, war seine «künstlerische Seele».
Ende 1925 verliess er das gemeinsame Büro, um, wie sein Partner, mit seinem Sohn Max Ernst Haefeli gemeinsam weiterzuarbeiten. Haefeli führte regen Austausch mit den Kollegen und hatte ein offenes Haus in den von ihm geplanten eigenen Wohnsitzen Im Guggi und Doldertal in Zürich und dem Alterssitz Campo d’Oro bei Lugano.

## Werk

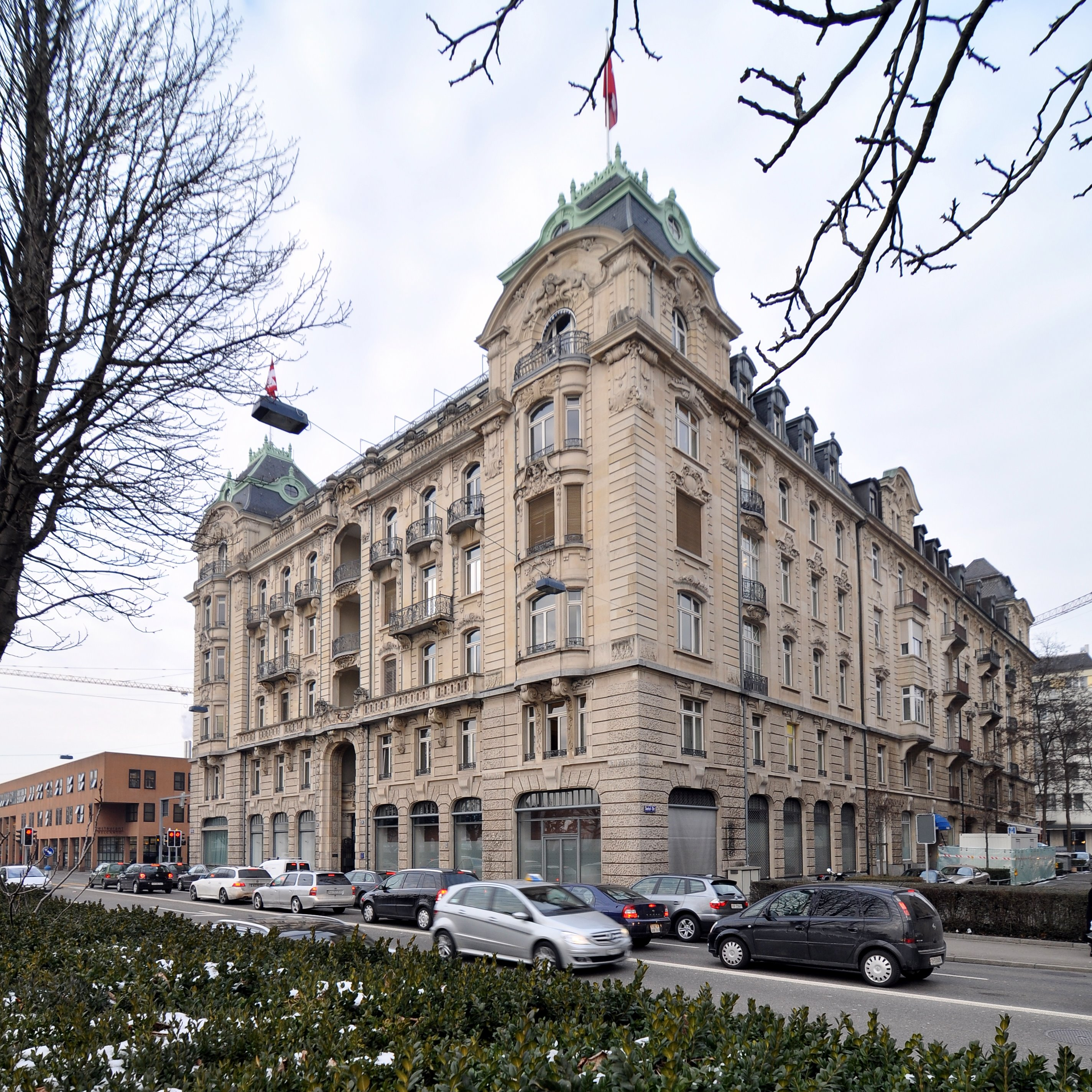
Das «Utoschloss» als neobarocke Schlossarchitektur am Zürcher Utoquai, 1898

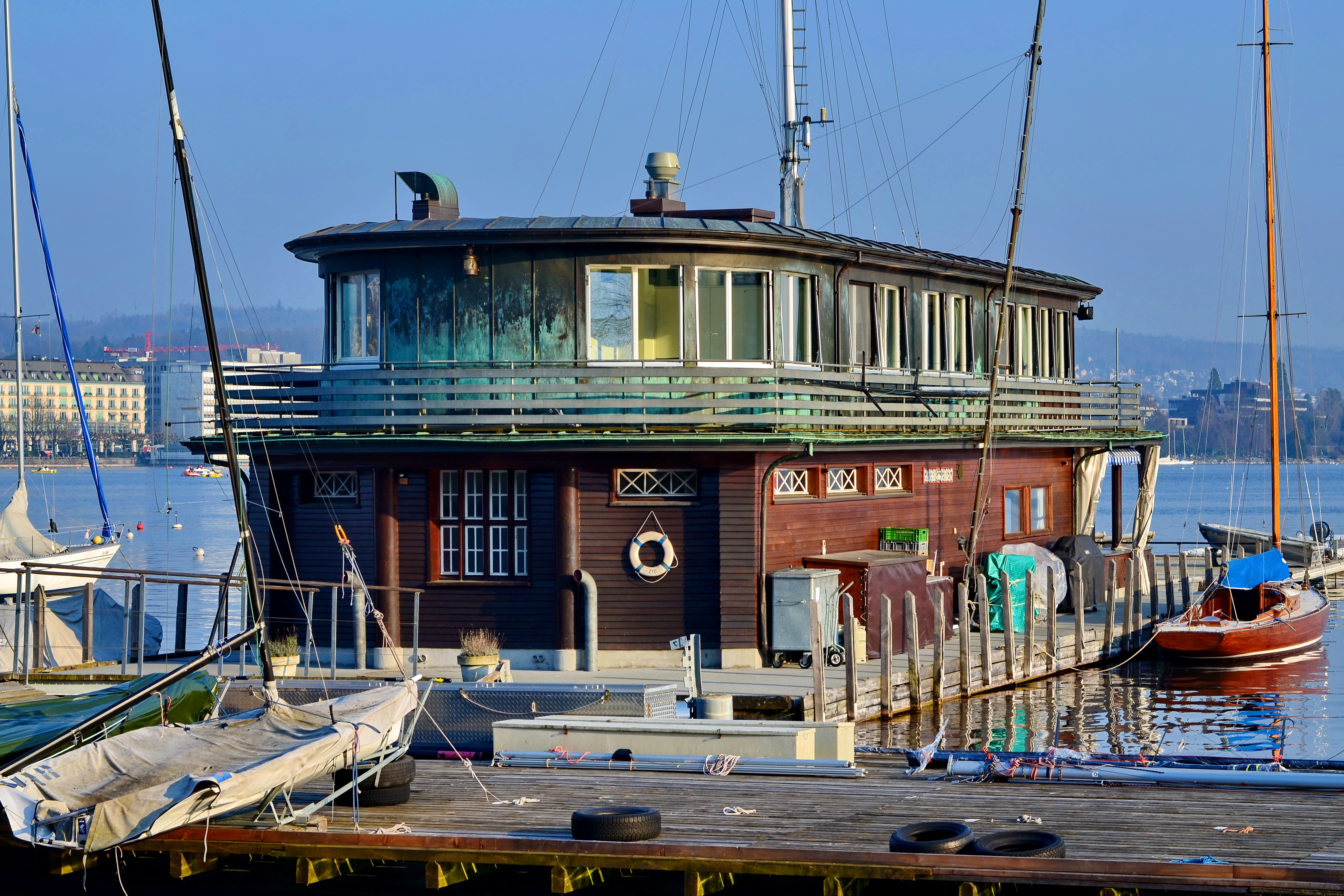
Boothaus des Yachtclubs Zürich, 1917

Das Büro konnte zunächst nahtlos an die Bauaufgaben des Vorgängerbüros von Heinrich Ernst anknüpfen: Die ersten historistischen – durchaus repräsentativen – Wohn- und Geschäftshauser wie das aus gotisierenden und Neorenaissanceformen bestehende Haus zur Trülle an der Bahnhofstrasse oder das barockisierende Utoschloss am Zürichsee ähnelten vom Bauprogramm, der von englischen Vorbildern stammenden Bauausstattung wie vom üppigen Dekor her sehr dem «Haus Metropol» und dem «Roten Schloss».
Nachdem die jungen Architekten 1898 von Willem Jan Holsboer mit dem Bau des Sanatoriums Schatzalp beauftragt worden waren, konnten sie in der Folge einige Sanatorien- und Krankenhausbauten verwirklichen. Daneben bauten sie mehrere reformierte Kirchen, wie die Reformierte Kreuzkirche in Zürich, eine Hommage an ihren Lehrer Bluntschli und die Kirche Weinfelden.
Nach der Jahrhundertwende gehörte das Büro zu den erfolgreichsten Zürichs. Es entstanden unter anderem, neben vielen privaten Wohnhäusern, bei denen sie – als Vertreter des Heimatstils – «die Anwendung neuer Baumaterialien beherrschten und eine spezifische ‹Wohnkultur› entwickelten», eine Reihe Geschäfts- und Kontorhäuser für die florierende Seidenstickerindustrie St. Gallens. Dort baute das Büro, das seit 1904 in St. Gallen ein Zweigbüro hatte auch die Hauptpost.

### Bauten und Entwürfe
- Geschäftshaus zur Trülle in Zürich, 1897
- Utoschloss in Zürich, 1898
- Reorganisation und Neubauten der Fabrikanlage Gebrüder Bühler in Uzwil, 1898–1912
- Sanatorium Schatzalp bei Davos, 1899–1900
- Erweiterung des Sanatoriums Schweizerhof bei Davos, 1902
- Kreuzkirche in Zürich-Hottingen, 1902 (Renovation 2008: Pfister Schiess Tropeano)
- Wohnhaus Zum Öpfelbäumli (Eigenheim von Otto Pfleghard) in Zürich, 1903[11]
- Evangelisch-reformierte Kirche in Weinfelden, 1902–1904
- Geschäftshaus Dornröschen in Zürich, 1904
- Geschäftshaus Werdmühle in Zürich, 1904
- Kaiser–Wilhelm–II.–Pavillon der Deutschen Heilstätte in Davos, 1904–1905
- Stickereigeschäftshaus Oceanic in St. Gallen, 1904–1905
- Villa Söhnlein in Wiesbaden, 1904
- Villa Ernst in Zürich, 1905
- Landhaus Nötzli in Meggen, 1905
- Villa Sunneschy in Stäfa, 1906[12]
- Stickereigeschäftshaus in St. Gallen, 1906
- Wohnhaus Maiensäss in Kilchberg, 1906–1907
- Sanatorium Queen Alexandra in Davos, 1906–1909/1911

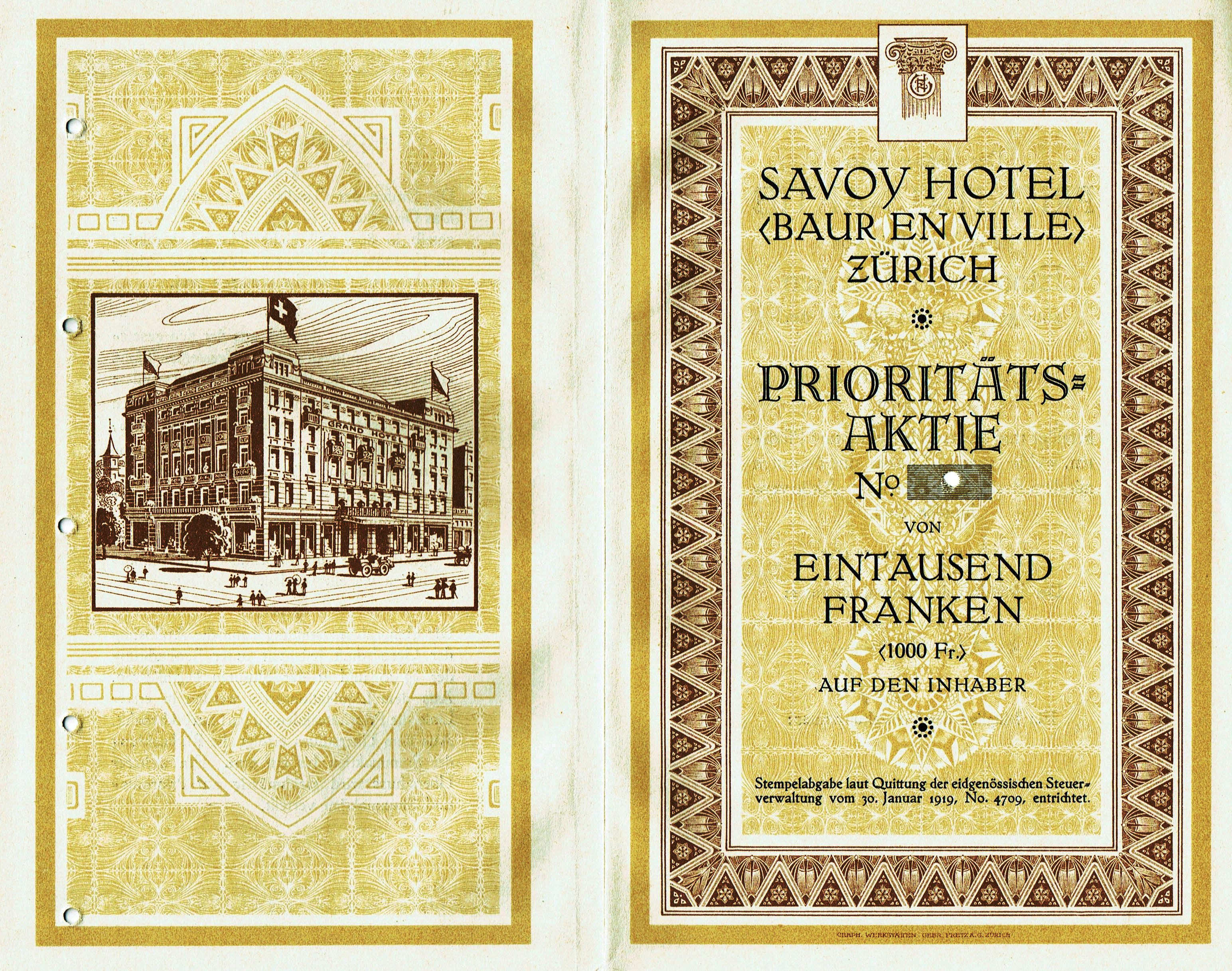
Aktie des Savoy Hotel (Baur en Ville) von 1919 mit Abbildung des Hotels Baur en Ville nach dem Umbau

- Umbau des Hotels Baur en Ville in Zürich, 1907
- Villa Guarda in Davos, 1908
- Lungensanatorium Allerheiligen in Hägendorf, 1908
- Kirche Oberstrass in Zürich, 1908
- Umbau des Hotels Schweizerhof in Zürich, 1908
- Wohnhaus für den Unternehmer Adolf Bühler jun., gen. «Landhaus Sonnenhügel», in Uzwil, 1908
- Haus Wegelin–Neff in Zürich, 1909
- Geschäftshaus Kriesemer in St. Gallen, 1909
- Villa für Dr. Frischknecht in St. Gallen, 1909
- Reformierte Kirche in Romanshorn, 1909
- Erweiterungsbauten des Warenhauses Jelmoli in Zürich, 1909 und 1924
- Geschäftshaus Möhrli in St. Gallen, 1909
- Geschäftshaus für die Eidgenössische Bank in St. Gallen, 1909
- Geschäftshaus Labhard in St. Gallen, 1909
- Wohn- und Geschäftshaus Walz in St. Gallen, 1910
- Haus im Guggi (erstes Eigenheim von Max Haefeli) in Zürich, 1910

Warenhaus Brann in Zürich

- Warenhaus Brann in Zürich, 1910 (bis 2020 Warenhaus Manor)
- Wohn- und Geschäftshaus Zur Egge in St. Gallen, 1911
- Konditorei Pfleghard in St. Gallen, 1911
- Chirurgische Uniklinik, Schwesternhaus vom Roten Kreuz, in Zürich, 1912
- Arbeiterhäuser für Lindt & Sprüngli in Kilchberg, 1912
- Hauptpostgebäude in St. Gallen, 1912
- Villa Coninx in Zürich, 1912
- Bezirksgebäude in Zürich, 1914–1916
- Bankgebäude Münzhof in Zürich, 1914–1917
- Bootshaus des Yachtklubs in Zürich, 1917
- Wohnüberbauung der Nordstraße in Zürich, 1917–1919
- Kirchgemeindehaus Enge, Zürich, 1921–1926
- Dermatologische Klinik des Kantonsspitals in Zürich, 1921–1926

Otto Pfleghard:
- Umbau des Warenhauses Jelmoli in Zürich, 1928
- Lagerhaus für Lindt & Sprüngli in Kilchberg, 1912

Max Haefeli:
- Wohnhaus im Waldtobel (Doldertal) (zweites Eigenheim von Max Haefeli) in Zürich, 1925
- Umbau für die Eidgenössische Bank in Bern, 1932
- Wohnhaus Wegelin in Zürich, 1932
- Wohnhaus Casoro (drittes Eigenheim von Max Haefeli) in Barbengo, 1939